# Poitiers Basket 86
Poitiers Basket 86 ist ein französischer Basketballverein aus Poitiers. Er spielt in der ersten französischen Basketball-Liga, LNB Pro A.

## Geschichte
Der Verein wurde 2004 durch den Zusammenschluss von CEP Poitiers und Stade Poitevin gegründet. 
Poitiers begann in der drittklassigen Nationale 3 und schaffte 2005 den Aufstieg in die LNB Pro B, der zweiten Liga. In dieser konnte man sich zunächst nur knapp halten, 2006/07 jedoch kam der Klub bis ins Endspiel um den Aufstieg in die 1. Liga, unterlag aber Besançon BCD. Im Jahr darauf klappte es durch den Endspielsieg gegen Limoges CSP Élite dann mit dem Aufstieg. 
Im ersten Jahr in der LNB Pro A gelang man überraschend direkt in die Play-offs, unterlag dort im Viertelfinale dem späteren Meister Cholet Basket. 2010/11 rettete sich Poitiers erst am letzten Spieltag durch einen Sieg vor dem Abstieg. 2011/12 spielte man erneut eine schlechte Saison, wurde aber immerhin noch 13. und erhielt die Liga.

## Halle
Der Verein trägt seine Heimspiele in der Regel im Saint Eloi aus, wo 2.700 Zuschauer einen Platz haben. Bei größerem Andrang spielt der Klub in der größeren Les Arénes, die eine Kapazität von 4.800 Plätzen hat.

## Erfolge
- Französischer Zweitligameister (2009)